# 台北101/世貿站
25°01′59″N 121°33′45″E / 25.0329427°N 121.562438°E
台北101/世貿站位於台灣台北市信義計畫區興雅，為台北捷運淡水信義線（信義線）的捷運車站。其與板南線的市政府站同為信義計畫區的重要聯外捷運站。

## 車站概要
本站位於台北市信義區興雅地區南端，站體設於信義路五段，因台北101和台北世界貿易中心位於車站旁而得名，是台北捷運系統首座採用雙站名的車站。車站編號為R03。
本站最初臺北市捷運局規劃命名為「世貿中心站」，2011年7月22日更名為「臺北101/世貿站」，惟其站名中使用的是正體寫法的「臺」字，與台北101正式註冊及對外宣傳使用、以俗體字書寫之「台北101」不符，也與通車多年的北車站、北橋站、台大醫院站、台電大樓站有異等原因，遂於同年10月底更為「台北101/世貿站」。

## 車站構造
地下二層車站，一個島式月台，五個出入口；車站東北側設置一通道聯絡台北101地下一樓（即出口4）。

### 車站樓層
| 地面      | 出入口             | 出入口                                          |
| 地下 一樓 | 大廳層             | 車站大廳、詢問處、自動售票機、驗票閘門 洗手間   |
| 地下 一樓 | 大廳層             | 出口4往台北101地下一樓                          |
| 地下 二樓 | 一月台             | ← 淡水信義線 往淡水／北投方向（R04 信義安和站） |
| 地下 二樓 | 島式月台，左側開門 |                                                 |
| 地下 二樓 | 二月台             | → 淡水信義線 往終點站方向（R02 象山站） →       |

### 車站出口
出口1、2位於車站西端，出口3～5位於車站東端，無障礙電梯位於出口3～5，出口4為通往台北101之連通道。
| 出入口                          | 圖片 | 位置                                        |
| ------------------------------- | ---- | ------------------------------------------- |
| 出入口1 · 設有手扶梯            |      | 世貿中心                                    |
| 出入口2 · 設有手扶梯            |      | 莊敬路                                      |
| 出入口3 · 設有電梯 · 設有手扶梯 |      | 信義國小                                    |
| 出入口4 · 設有電梯 · 設有手扶梯 |      | 微風南山、台北101（與購物中心地下一樓相連） |
| 出入口5 · 設有電梯 · 設有手扶梯 |      | 市府路                                      |
| 註： 設有電梯 \| 設有手扶梯     |      |                                             |

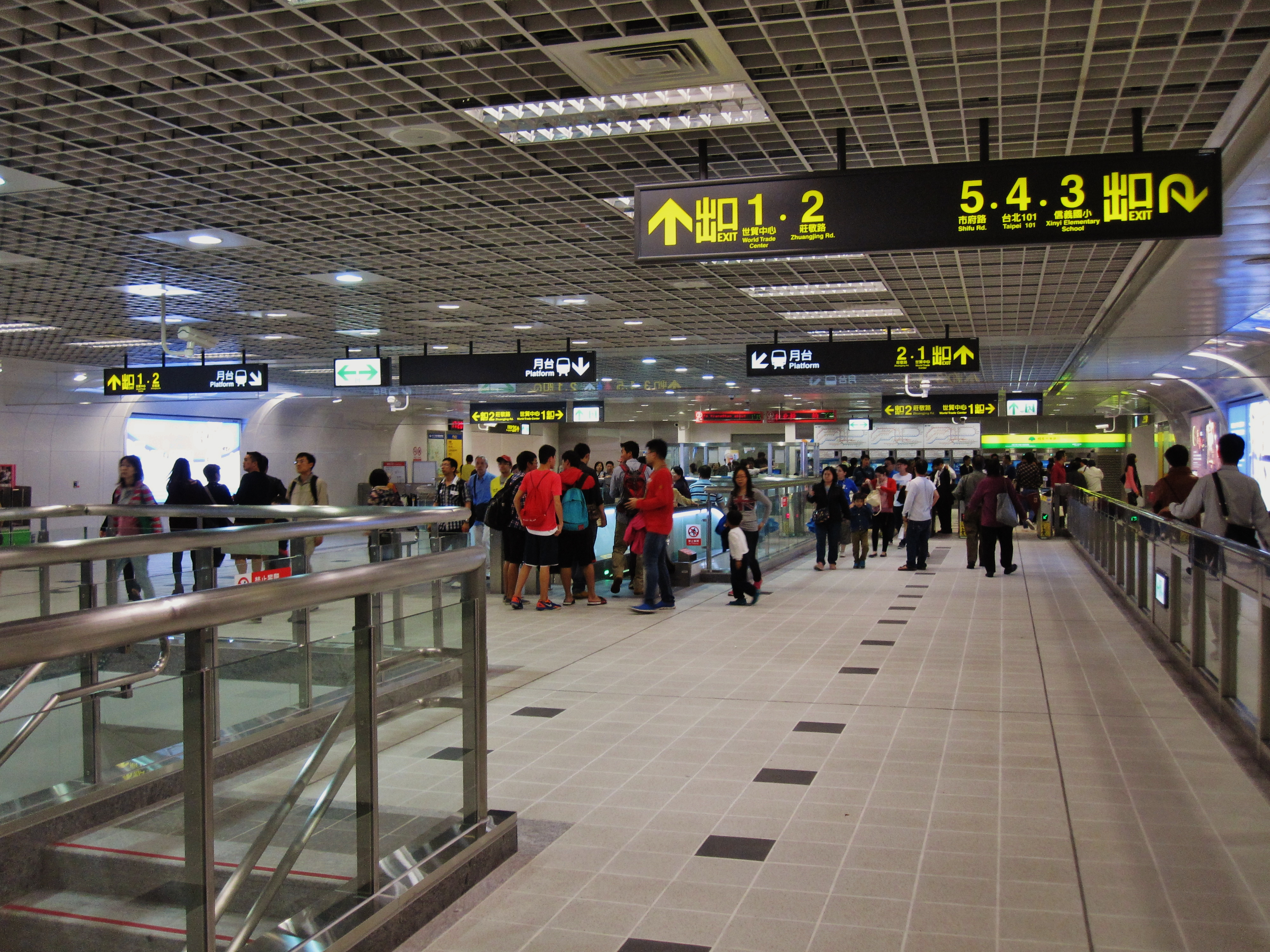
穿堂層
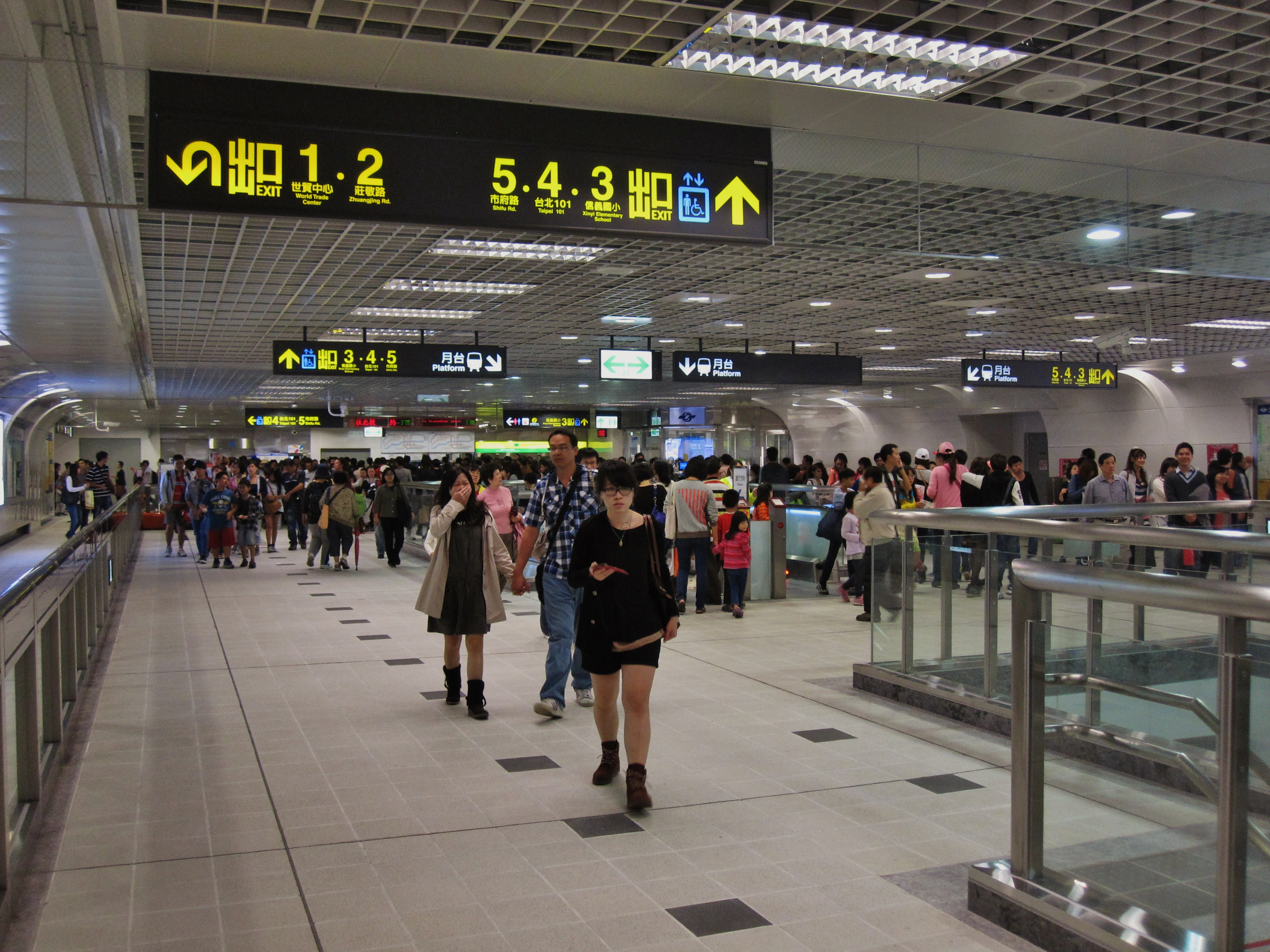
穿堂層
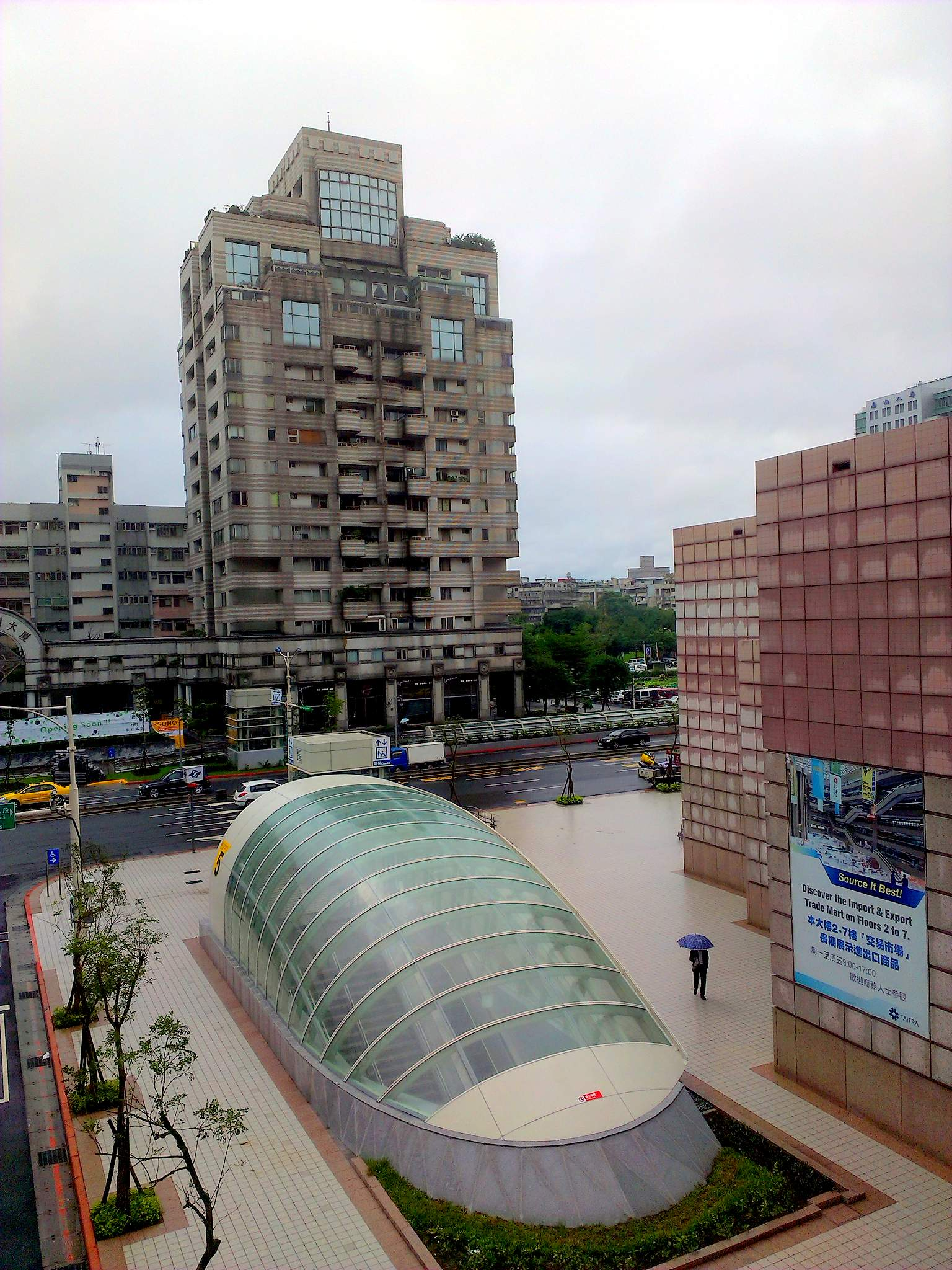
從上方拍攝出口5的弧線透明造型

## 歷史
- 2002年11月1日：車站主體工程開始[6]
- 2012年12月：車站竣工。

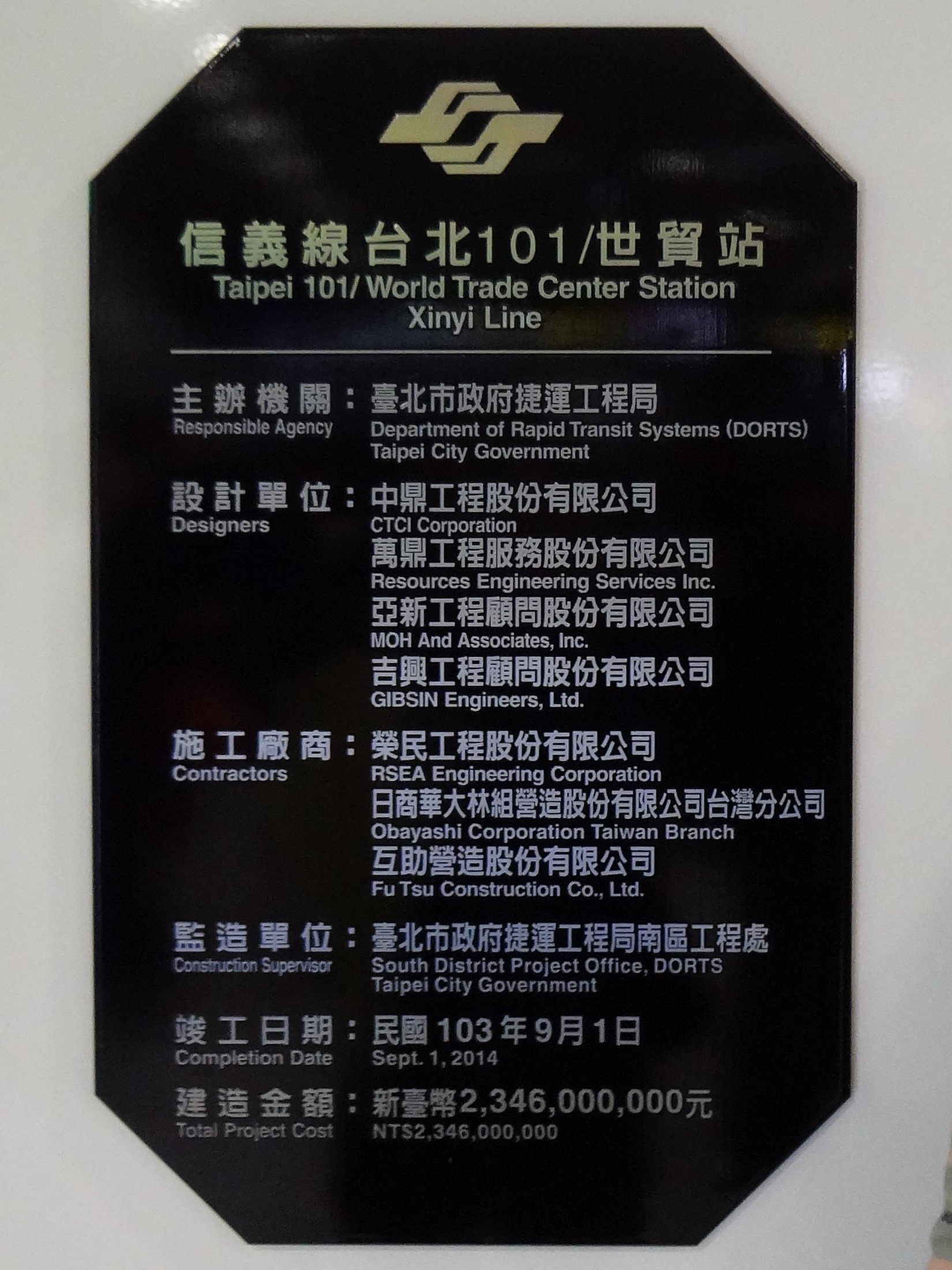
台北101/世貿站竣工紀念牌

- 2013年10月13日：辦理信義線初勘作業。
- 2013年11月8日：交通部辦理信義線履勘作業。
- 2013年11月24日：隨著信義線「中正紀念堂—象山」段正式通車而啟用[7]（p. 227）。

## 利用狀況
根據2024年12月的統計資料，本站的每日旅運量約為77,234人次，在台北捷運系統中排行第9。
| 年   | 年間       | 年間       | 年間       | 年間  | 單日平均 | 單日平均 |
| 年   | 上車       | 下車       | 上下車計   | 來源  | 上車     | 上下車   |
| ---- | ---------- | ---------- | ---------- | ----- | -------- | -------- |
| 2013 | 1,339,040  | 1,389,834  | 2,728,874  | [ 8 ] | 35,238   | 71,812   |
| 2014 | 9,195,555  | 9,321,935  | 18,517,490 | [ 8 ] | 25,193   | 50,733   |
| 2015 | 10,552,116 | 10,706,955 | 21,259,071 | [ 8 ] | 28,910   | 58,244   |
| 2016 | 11,276,099 | 11,476,754 | 22,752,853 | [ 8 ] | 30,809   | 62,166   |
| 2017 | 11,471,130 | 11,703,941 | 23,175,071 | [ 8 ] | 31,428   | 63,493   |
| 2018 | 11,560,339 | 11,762,456 | 23,322,795 | [ 8 ] | 31,672   | 63,898   |

## 公共藝術
本站於2013年6月起設置「相遇時刻」公共藝術，位於5號出入口的牆面。

## 車站周邊
- 台北世界貿易中心
  - 展覽大樓（一館）、展覽三館
  - 台北國際會議中心
  - 國貿大樓
- 臺北南山廣場（原本此地爲世貿二館）
  - 微風廣場（微風信義南山廣場已經於2019年1月10日開幕。）
- 台北101
  - Apple 臺北101
- 台北市政府
  - 台北市市政大樓
  - 台北探索館
- 信義房屋總公司（信義企業集團）
- 台北君悅酒店
- 信義公民會館（四四南村原址）
- 台北醫學大學
- 信義區戶政事務所
- 臺北市信義區信義國民小學
- 安泰商業銀行總部
- 滙豐（台灣）商業銀行台北分行
- 臺北市公共自行車租賃系統
  - 捷運台北101／世貿站（2號出口）
  - 捷運台北101／世貿站（3號出口）
  - 捷運台北101／世貿站（5號出口）
- 信義運動中心

## 公車資訊
站牌名為《捷運台北101/世貿站（信義）》、《捷運台北101/世貿站（市府）》
| 編號     | 經營業者   | 區間                       | 備註                                                                                             |
| -------- | ---------- | -------------------------- | ------------------------------------------------------------------------------------------------ |
| 28       | 指南客運   | 大直←→市政府               |                                                                                                  |
| 88       | 大有巴士   | 重陽路←→台北車站           | 僅停靠 捷運台北101/世貿站（信義）站牌                                                            |
| 88區間車 | 大有巴士   | 南港花園社區←→台北車站     | 僅停靠 捷運台北101/世貿站（信義）站牌                                                            |
| 207      | 東南客運   | 內湖←→捷運南勢角站         | 僅停靠 捷運台北101/世貿站（信義）站牌                                                            |
| 281      | 大都會客運 | 東湖←→市政府               |                                                                                                  |
| 647      | 新店客運   | 大崎腳←→捷運市政府站       | 僅停靠 捷運台北101/世貿站（市府）站牌                                                            |
| 915      | 欣欣客運   | 景美←→捷運市政府站         | 僅停靠 捷運台北101/世貿站（市府）站牌                                                            |
| 信義幹線 | 首都客運   | 捷運昆陽站←→臺北車站       | 僅停靠 捷運台北101/世貿站（信義）站牌                                                            |
| 南環幹線 | 台北客運   | 新店←→台北市政府           | 原綠1 部分班次延駛安康路、綠野香坡 僅停靠 捷運台北101/世貿站（市府）站牌                         |
| 棕6      | 欣欣客運   | 捷運動物園站←→捷運市政府站 | 僅停靠 捷運台北101/世貿站（市府）站牌                                                            |
| 棕7      | 台北客運   | 新店←→台北市政府           | 部分班次行經綠野香坡 部分班次行駛建業路 屬於新北市區公車。 僅停靠 捷運台北101/世貿站（市府）站牌 |
| 棕18     | 欣欣客運   | 政治大學←→捷運市政府站     | 僅停靠 捷運台北101/世貿站（市府）站牌                                                            |
| 棕18     | 欣欣客運   | 政治大學←→松山車站         | 僅停靠 捷運台北101/世貿站（市府）站牌                                                            |
| 棕21     | 欣欣客運   | 政大里←→捷運市政府         | 僅停靠 捷運台北101/世貿站（市府）站牌                                                            |

## 腳註

### 來源資料
1. 1 2  . 臺北大眾捷運股份有限公司. 2021-01-15.
2. ↑  臺北捷運4車站站名更名更具辨識性 以方便民眾搭乘.臺北市政府捷運工程局.2011-07-22 （页面存档备份，存于）
3. ↑  . 自由時報. 2011-11-16  [2020-01-05].
4. ↑  .   [2014-08-09]. （原始内容存档于2013-10-19）.
5. ↑  信義線101世貿站 4號出口在B1－民視新聞 （页面存档备份，存于）.民視新聞網 Formosa TV News network.2013-12-08
6. ↑  信義線路線說明.臺北市政府捷運工程局.2011-11-09 （页面存档备份，存于）
7. ↑  徐榮崇. . 臺北市文獻委員會. 2015年12月  [2020-01-05]. ISBN 9789860469875. （原始内容存档于2020-12-07）. 國家圖書館
8. ↑  臺北捷運公司. . 2019-02-26  [2019-08-10]. （原始内容存档于2020-11-28）. 臺北市統計資料庫查詢系統
9. ↑  . 臺北市政府捷運工程局.   [2023-11-27]. （原始内容存档于2023-11-26）.

- 臺北市商業處-商圈介紹-吳興街(商圈)（页面存档备份，存于）

## 外部連結
- 臺北大眾捷運股份有限公司（页面存档备份，存于）
- 臺北市政府捷運工程局（页面存档备份，存于）
- 台北101/世貿站位置圖（台北捷運公司） （页面存档备份，存于）
- 台北101/世貿站車站剖面相關位置圖（台北捷運公司） （页面存档备份，存于）
- 販賣店現況 （页面存档备份，存于）